# Гренфелл, Фрэнсис Октавиус

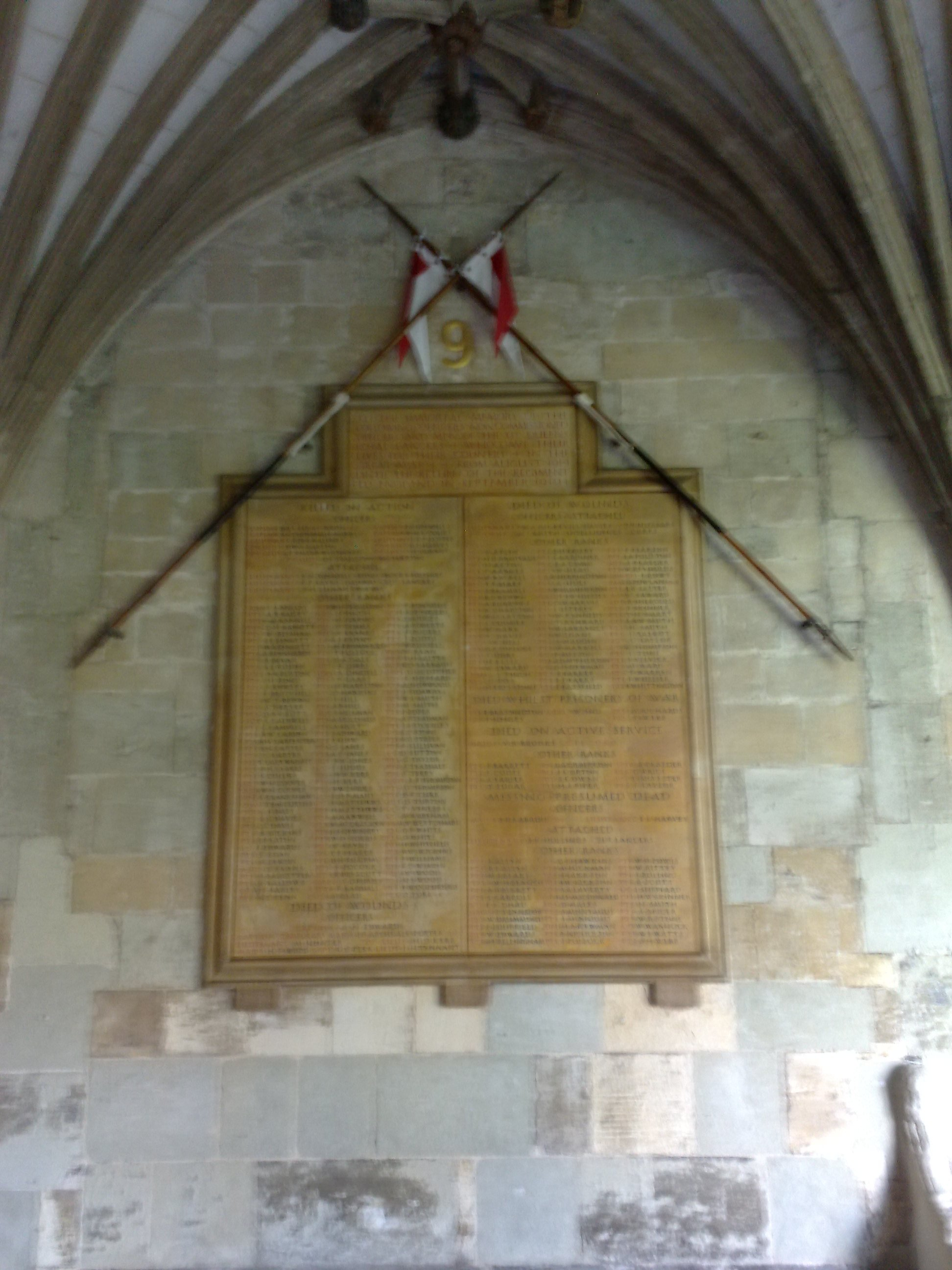
Мемориальная доска с перечислением имён воинов 9-го Её Величества Королевского Уланского полка, погибших во время Первой мировой войны

Фрэнсис Октавиус Гренфелл (англ. Francis Octavius Grenfell) — британский военный, обладатель креста Виктории, наиболее почётной воинской награды Великобритании и Содружества наций.

## Биография
Фрэнсис родился 4 сентября 1880 года у Софии и Паско дю пре Гренфелл (Sophia and Pascoe Du Pré Grenfell). Он был одним из 15 детей. У него был близнец, Риверсдейл Гренфелл (Riversdale Grenfell), тоже служивший в 9-м полку и убитый в бою в сентябре 1914 года. И дедом по матери был адмирал Джон Паско Гренфелл (John Pascoe Grenfell), дядей — маршалл Фрэнсис Гренфелл, 1й барон Гренфелл. Старший брат, лейтенант Роберт Септимус Гренфелл (Robert Septimus Grenfell), 21-й полк, был убит в кавалерийской атаке в сражении при Омдурмане в 1898 году. Ещё трое братьев, Сесил (Cecil), Ховард Максвелл (Howard Maxwell) и Артур Мортон (Arthur Morton) дослужились до звания подполковников британской армии. Кузен, лейтенант Клод Георг Гренфелл (Claude George Grenfell), был убит в англо-бурских войнах, и ещё двое кузенов, Джулиан (Julian), поэт, и его брат, Джеральд Уильям (Gerald William), были убиты в Первую мировую войну.
Все девять братьев Гренфелла играли в поло. Фрэнсис и его брат Риверсдейл считались лучшими игроками в семье. Они были в команде, выигравшей American Open, а также в команде, выигравшей чемпионский кубок Хёрлингема.
Сам Гренфелл поступил на службу в 1900 году.
24 августа 1914 г. у Андрегниса в Бельгии капитан Гренфелл поехал с полком в атаку против большого количества немецкой пехоты. Потери были крайне тяжелые, и капитан был оставлен в качестве старшего офицера. Он собирал часть полка за железнодорожной насыпью, когда в него дважды выстрелили и тяжело ранили. Однако, несмотря на свои раны, когда к нему обратился за помощью в спасении орудий майор Эрнест Райт Александр (Ernest Wright Alexander) 119-й батареи Королевской полевой артиллерии, он и несколько добровольцев, под градом пуль, помогали тащить и толкать орудия из доступа огня противника.
За храбрость в борьбе с нескончаемой пехоты у Андрегниса, Бельгия, 24 августа 1914 года, и за храброе поведение при оказании помощи для охраны орудий 119-й батареи Королевской полевой артиллерии около Доубона в же день.
Оригинальный текст (англ.)For gallantry in action against unbroken infantry at Andregnies, Belgium, on 24th August 1914, and for gallant conduct in assisting to save the guns of the 119th Battery, Royal Field Artillery, near Doubon the same day.
24 мая 1915 года был убит в бою.
Его крест Виктории демонстрируется в полковом музее 9/12 полков королевских улан в Музее и художественной галерее Дерби.